# 데일리카
데일리카(DAILYCAR)는 2008년 5월 1일 창간된 국내외 자동차업계 소식을 객관적 시각에서 정확하고 빠르게 전달하는 자동차 뉴스 전문 채널로 매일 발행되는 정기간행물이다. 자동차 전문기자와 자동차 전공교수, 자동차 관련단체 소속 전문가 등이 필진으로 참여하고 있다.

## 특징

### 자동차 디자인
데일리카에는 자동차 디자인과 관련된 기사가 많다. 2016년에 자동차 디자인에 관심있는 전 세계 누구나 참여 가능한 글로벌 자동차 디자인 공모전인 오토디자인어워드를 처음 개최하여 2020년 현재 5회째 개최했으며 2017년에는 우리나라에서 판매되고 있는 국산차 58개 차종과 수입차 153개 차종 등 총 211개 모델을 대상으로 자동차 디자인을 평가한 데일리카디자인어워드를 개최했다.

## 역사[5]
- 2008년 5월 1일 창간
- 2008년 10월 30일 서울특별시 정기간행물 등록
- 2017년 데일리카디자인어워드 개최[4]
- 2016년 ~ 오토디자인어워드 개최[2][6][7][8][3]
- 네이버뉴스, 다음뉴스, 구글뉴스 제공
- 자동차전문기자협회 가입

## 주요 인물

### 발행/편집인
- 하영선[9]

- 조선닷컴 자동차팀장
- 자동차전문기자협회 초대간사[10]
- 자동차전문기자협회 3,4대 회장[10]
- 월드카어워즈(World Car Awards) 한국대표 심사위원[11]
- 오토디자인어워드 조직위원장

### 주요 필진
- 안효문 기자 (전 IT조선, 조선비즈, 오토타임즈, TBN경인FM, TBN대전교통방송, SBS Biz[12])
- 조재환 기자 (전 ZDNet Korea[13])
- 임상현 기자
- 김서정 기자
- 김경수 기자
- 박경수 기자
- 표민지 기자
- 김용현 기자
- 손용강 기자
- 김지원 기자

### 칼럼니스트
- 구상 교수/자동차 디자이너
- 김필수 대림대학교 자동차과 교수
- 임기상 자동차시민연합 대표(수소 경제위원회 위원)
- 김영일 이엘비엔티(EL B&T) 회장 (전 현대차 디자인 총괄)

### 과거 필진
- 박홍준 기자 (현 모터그래프 기자)
- 전병호 기자
- 김송이 기자
- 이한승 기자 (현 탑라이더 편집장)
- 박봉균 기자